# Terry O’Flaherty
Terry O’Flaherty ist eine irische Politikerin, ehemaliges Mitglied der Progressive Democrats und seit 1999 Mitglied im Stadtrat von Galway.
Terry O’Flaherty wurde 1999 in den Stadtrat von Galway (Galway City Council) gewählt und übernahm damit den Sitz ihrer Mutter Bridie O’Flaherty, die bis zu diesem Zeitpunkt 25 Jahre im Stadtrat von Galway gewesen war. Während ihrer ersten Amtszeit war Terry O’Flaherty von Juni 2003 bis Juni 2004 Bürgermeisterin von Galway. Dieses Amt hatte vor ihr von 1980 bis 1981 sowie von 1985 bis 1986 zweimal ihre Mutter inne. Die beiden sind damit das erste Mutter-Tochter-Paar im Amt des Bürgermeisters gewesen.
2004 sowie 2009 wurde Terry O’Flaherty in den Stadtrat wiedergewählt. Bei letzterer Wahl hatte sie als Unabhängige kandidiert, da sie im Oktober 2008 aus den Progressive Democrats ausgetreten war. Im Juni 2012 wurde sie erneut Bürgermeisterin von Galway. Sie ist Nachfahrin des O’Flaherty-Clans, der Connemara bis ins 17. Jahrhundert beherrschte.